# Collections privées
Pour plus de détails, voir Fiche technique et Distribution.
Collections privées (プライベート・コレクション) est un film érotique franco-japonais en trois sketches réalisé par Just Jaeckin, Shūji Terayama et Walerian Borowczyk et sorti en 1979.

## Les trois épisodes

### L'Île aux sirènes
- Réalisation : Just Jaeckin
- Scénario : Jean-Michel Ribes
- Photographie : Robert Fraisse
- Montage : Michele Boëm, Michele Amsellem
- Musique : Pierre Bachelet
- Costumes : Zorica Lozic
- Durée : 32 minutes

#### Synopsis
- Benoît (Roland Blanche), lors d'une sortie en voilier, perd le contrôle du bateau et tombe à la mer, mais il est sauvé car il échoue sur une île polynésienne appelée « L'île aux Sirènes ». Il commence à tout faire pour se faire remarquer par les bateaux qui passent, mais il aperçoit bientôt des apparitions féminines étranges sur la plage. Ce sont des sirènes qui séduisent Benoît et lui font l'amour.

### Le Labyrinthe d'herbes
- Titre original : 草迷宮, Kusa-Meikyu
- Réalisation : Shūji Terayama
- Scénario : Shūji Terayama, Rio Kishida d'après le roman homonyme de Kyōka Izumi
- Photographie : Tatsuo Suzuki
- Montage : Tomoyo Oshima
- Musique : J.A. Seazer
- Durée : 38 minutes

#### Synopsis
- Une excursion surréaliste dans le subconscient d'un jeune homme qui cherche les paroles d'un air que sa mère lui aurait chanté dans son enfance. Les images oniriques culminent dans une scène du corps nu d'une fille couverte de caractères calligraphiques.

### L'Armoire
- Réalisation : Walerian Borowczyk
- Scénario : Walerian Borowczyk d'après la nouvelle homonyme de Guy de Maupassant, parue en 1884.
- Montage : Khadicha Bariha
- Musique : Carlo Rustichelli
- Durée : 28 minutes

#### Synopsis
- Au XIXe siècle, un Parisien déprimé (Yves-Marie Maurin) décide d'aller se distraire aux Folies Bergère. Après avoir assisté au spectacle, il propose à l'une des artistes (Marie-Catherine Conti) de passer la nuit avec elle contre rémunération. Après avoir fait l'amour, il se rend compte que d'étranges bruits semblent venir de l'armoire.

## Fiche technique globale
Sauf indication contraire, les informations mentionnées dans cette section peuvent être confirmées par la base de données cinématographiques Unifrance,  présente dans la section « Liens externes ».
- Titre original français : Collections privées[1],[2]
- Titre japonais : プライベート・コレクション[3]
- Production : Pierre Braunberger,	Michel de Vidas
- Sociétés de production : Les Films du Jeudi, French Movies, Toei Company
- Pays de production :  France -  Japon
- Langue originale : français, japonais, anglais
- Format : Couleur - 1,66:1 - Son mono - 35 mm
- Durée : 103 minutes
- Genre : Érotique
- Dates de sortie :
  - France : 27 juin 1979

## Distribution
L'île aux sirènes
- Roland Blanche: Benoît
- Laura Gemser : Malinka
- Catherine Gandois : Une sirène
- Marpessa Djian : Une sirène
- Edwidjie Tabuis : Une sirène
- Just Jaeckin : Un marin
- Jean-Michel Ribes : Un marin

Le Labyrinthe d'herbes
- Hiroshi Mikami : Akira enfant
- Takeshi Wakamatsu : Akira adulte
- Keiko Niitaka : la mère
- Juzo Itami : le prêtre, le vieil homme
- Miho Fukuya : la fille
- Masaharu Satō

L'Armoire
- Marie-Catherine Conti : la prostituée
- Yves-Marie Maurin : le client
- Isabelle Jeannette : Une danseuse
- Michael Levy